# Festival Internacional de Cine Pobre
El Festival Internacional de Cine Pobre de Gibara (también conocido como Festival Internacional de Cine Pobre “Humberto Solás”, y más recientemente como Festival de Cine de Gibara) es un evento cinematográfico de carácter internacional, de alto nivel estético y comprometido con el cine de bajo presupuesto. Nació en abril de 2003 en la villa costera de Gibara, provincia de Holguín, Cuba, como una plataforma que promueve la creatividad, la justicia cultural y la democratización del séptimo arte mediante la difusión de obras de autor hechas con recursos limitados. El festival acepta obras de todo el mundo y se ha convertido en uno de los eventos más valorados dentro del cine alternativo, integrando cine, manifestaciones artísticas, debate teórico y participación comunitaria.

## Historia

### Fundación y primeras ediciones (2003–2008)
El festival fue creado en abril de 2003 por el renombrado cineasta cubano Humberto Solás, quien buscaba establecer un circuito alternativo donde filmes realizados con presupuestos menores a 300 000 USD pudieran concursar y darse a conocer. La primera edición se llevó a cabo del 21 al 26 de abril de 2003 en Gibara. Se realizó un desfile inaugural por la Calle Independencia, que reunió a artistas invitados y a unas seis mil personas, en lo que se convertiría en una tradición anual.

### Expansión temática y cambio de nombre (2008–2017)
A partir de 2008 se incorporó una Muestra Temática del Cine Pobre de Humberto Solás, que tuvo lugar en Cienfuegos (2008–2009) y posteriormente en La Habana (2010), como extensión del festival original. Tras el fallecimiento de Solás en 2008, el festival adoptó en 2009 el nombre Festival Internacional de Cine Pobre “Humberto Solás”. En torno a 2015–2017, bajo la dirección del actor y cineasta Jorge Perugorría, el festival amplió su enfoque más allá del cine pobre y pasó a denominarse Festival Internacional de Cine de Gibara.

### Ediciones recientes y retorno a las raíces (2022–2025)
En 2022, el festival (XVI edición) regresó con fuerza tras la pausa pandémica, celebrando una programación cinematográfica y cultural renovada, bajo el slogan Volver al Cine y en homenaje a Humberto Solás.
En 2024, la 18.ª edición se celebró del 6 al 10 de agosto bajo el lema ¡Filma el Oriente!. Contó con la participación de 83 obras provenientes de 25 países, incluidas secciones como ficción, documental, animación, y el regreso de la sección Cine en Construcción. Destacó el premio Lucía al mejor largometraje de ficción para La mujer salvaje (2023), de Alán González, entre otros reconocimientos. Al cierre, se anunció la recuperación del nombre original Festival Internacional de Cine Pobre de Gibara a partir de 2025, regresando a celebrarse en abril, según las bases del Manifiesto del Cine Pobre de Solás.
La 19.ª edición, celebrada del 15 al 19 de abril de 2025, reafirmó el retorno al nombre fundacional y a la fecha original. Contó con más de 500 obras de unos 35 países, ferias de emprendimiento, agenda cultural multidisciplinaria, y se inauguró con el filme cubano Fenómenos Naturales, de Marcos Díaz Sosa.

## Ciudad sede

Ciudad de Gibara.

Cuando Humberto Solás fundó el Festival Internacional de Cine Pobre de Gibara en 2003, la elección de esta localidad como sede principal resultó inesperada. La ciudad está situada a unos 800 kilómetros de La Habana y a una hora por carretera de Holguín, que dispone de un aeropuerto internacional y del acceso a las playas de Guardalavaca, conocidas por sus complejos turísticos de todo incluido. Sin embargo, Gibara carecía en aquel momento de infraestructura hotelera y contaba únicamente con un número reducido de habitaciones privadas. Pese a estas limitaciones, Solás mantuvo siempre un vínculo especial con la ciudad desde que filmara allí parte de su película Lucía (1968). Con el paso de los años, el festival consolidó una estrecha relación con la comunidad gibareña, lo que ha hecho improbable su traslado a otra sede.
En 2011 el festival no se celebró en Gibara debido a restricciones económicas y a la falta de consenso con las autoridades de Holguín, según informó el Instituto Cubano de Arte e Industria Cinematográficos (ICAIC). Posteriormente, en 2015, el evento fue descontinuado temporalmente. En su reanudación adoptó un enfoque más amplio, presentándose no solo como un certamen de “cine pobre”, sino bajo la denominación de Festival de Cine de Gibara, con una programación más diversa.

## Filosofía y propósito

### Manifiesto del Cine Pobre
El festival está profundamente inspirado por el Manifiesto del Cine Pobre, redactado por Solás. Este manifiesto aclara que “cine pobre” no significa carente de calidad, sino un cine con economías restringidas, que rompe con el elitismo cultural, promueve la diversidad y democratiza la producción cinematográfica mediante tecnologías accesibles como el video digital. Denuncia la uniformidad cultural global y reivindica la distribución equitativa.

### Características del festival
- Presupuestos limitados: Prioriza obras con bajos recursos, a menudo autofinanciadas.
- Diversidad cultural: Acepta películas de tradición fílmica consolidada (EE. UU., India, Francia) y de industrias emergentes (Chad, Ecuador, Macedonia del Norte, entre otras).
- Secciones variadas: Incluye concursos de guiones inéditos, proyectos en maqueta, cortos y largometrajes de ficción, documentales, animación, videoarte y nuevas tecnologías.
- Enfoque comunitario: El festival se concibe como “un festival de pueblo”, con gran participación de los habitantes de Gibara.
- Dialogo pluridisciplinario: Más allá del cine, integra artes visuales, música, teatro, exposiciones, ferias, talleres y encuentros teóricos.[8]

## Ediciones destacadas

Presentaciones en el parque central de Gibara.

### Primera edición (2003)
- Inaugurada con desfile en la principal calle de Gibara.
- Fundación del festival por Humberto Solás y afianzamiento de una relación entre el evento y la comunidad local.

### Ediciones 2008–2010
- Incorporación de la Muestra Temática del Cine Pobre en Cienfuegos y La Habana.

### Ediciones contemporáneas (2022–2025)
- 2022: edición XVI retomada tras la pandemia, con programa multicultural y homenaje a Solás.
- 2024 (18ª): 6–10 de agosto, bajo el lema ¡Filma el Oriente!, con 83 obras de 25 países. Reintroducción de Cine en Construcción y fuertes actividades culturales.
- 2025 (19ª): 15–19 de abril, regreso al nombre original, más de 500 obras de alrededor de 35 países, feria de emprendimiento, evento multicultural, apertura con Fenómenos Naturales.

## Estructura del evento

Pasacalles durante la inauguración.

### Participantes y premios
- Obras procedentes de numerosos países, con variedad en géneros y formatos.
- Concurso oficial dotado con premios Lucía en categorías como largometraje de ficción, cortometraje, documental, animación y Cine en Construcción. También se entregan menciones especiales, premios de honor y colaterales otorgados por instituciones asociadas.

### Actividades complementarias
- Conversatorios, talleres, exposiciones (como carteles restaurados del cine cubano), presentaciones musicales y espacios infantiles.
- Ferias de emprendimiento con enfoque tecnológico y cultural.
- Paneles teóricos sobre género, patrimonio cultural, cine indígena, etc.

### Jurado
En cada edición del festival se conforma un comité de selección, encargado de escoger las películas participantes. Los filmes y documentales ganadores son elegidos por un jurado integrado por reconocidos artistas, críticos y directores, tanto cubanos como extranjeros.

## Auspiciadores
El festival cuenta con el respaldo de diversas instituciones e instancias, entre ellas:
- Ciudad de Gibara, Gobierno Provincial de Holguín, Centro Provincial de Cine de Holguín, Ministerio de Cultura de Cuba y el ICAIC.
- Organismos y fundaciones internacionales como HIVOS, AECID, OIKOS, GBM, Casa América Cataluña, UNICEF.
- Empresas y entidades como Cadena Islazul, Paradiso, Aero Caribbean, Cubana de Aviación, Habana Club, Ciego Montero, TeleCristal, Red UNIAL, CUBACAR.
- Fundación Villa del Cine y Casa de la Cultura de Gibara.

## Legado, impacto y significado

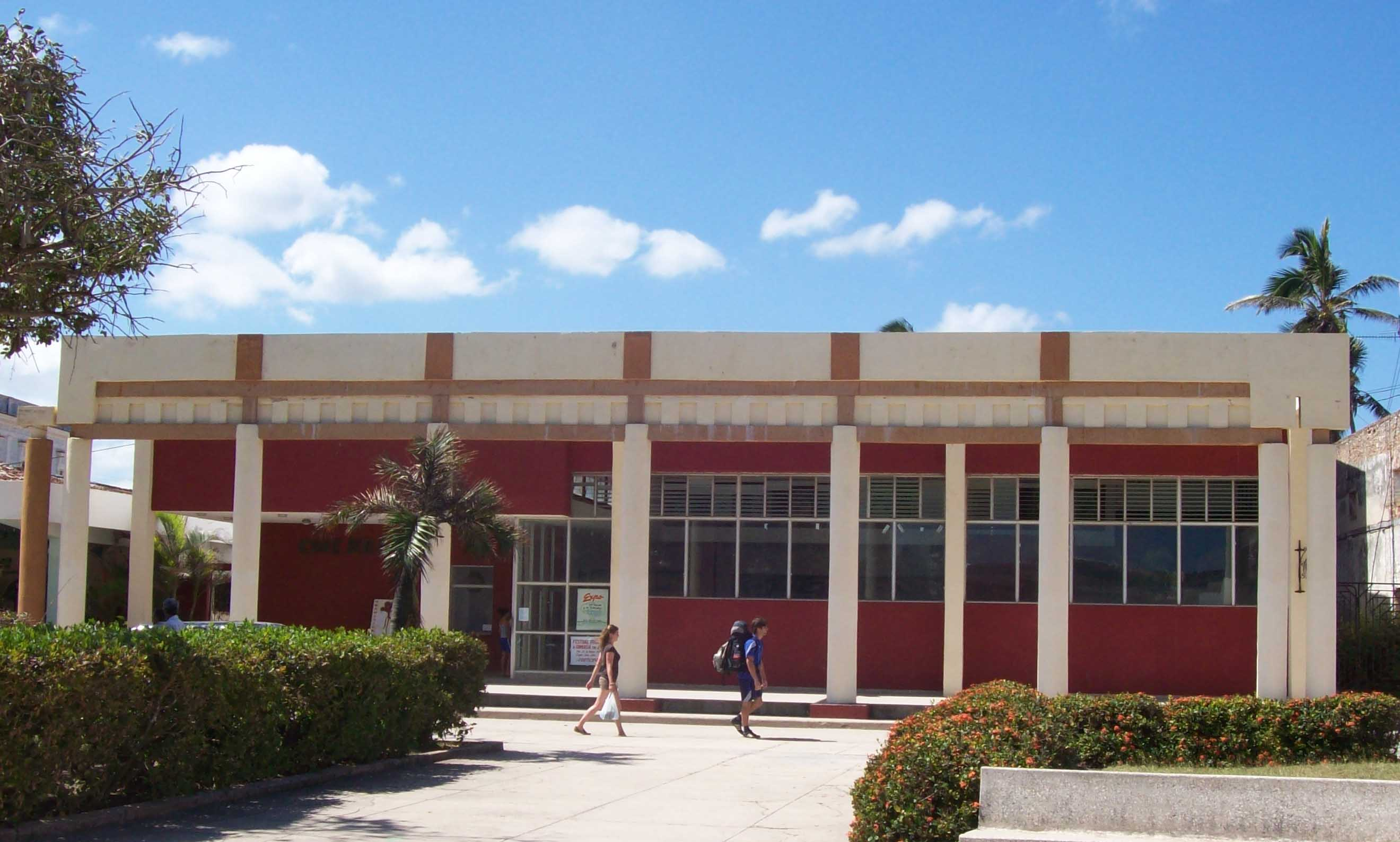
Cine Jibá, una de las sedes del evento.

El Festival Internacional de Cine Pobre de Gibara ha consolidado una identidad propia dentro del cine independiente: es un espacio donde la limitación económica no compromete la calidad artística, sino que impulsa la creatividad y la justicia cultural. Sigue vigente por su diversidad, su vocación comunitaria, su apertura internacional y su fidelidad al espíritu fundacional del Manifiesto del Cine Pobre. Su retorno al nombre original y a su fecha fundacional en 2025 reafirma su compromiso con la visión y legado de Humberto Solás.
Junto a las Romerías de Mayo y la Fiesta de la Cultura Iberoamericana, el Festival Internacional de Cine Pobre de Gibara se ha consolidado como uno de los eventos más representativos del calendario cultural de Holguín. Su permanencia y prestigio han generado espacios de cooperación, reconocimiento y participación internacional, reforzando el intercambio artístico, académico y turístico. De esta manera, la provincia se consolida como una de las principales plazas culturales de Cuba, proyectando su influencia más allá del ámbito nacional.